# 新加坡—俄羅斯關係

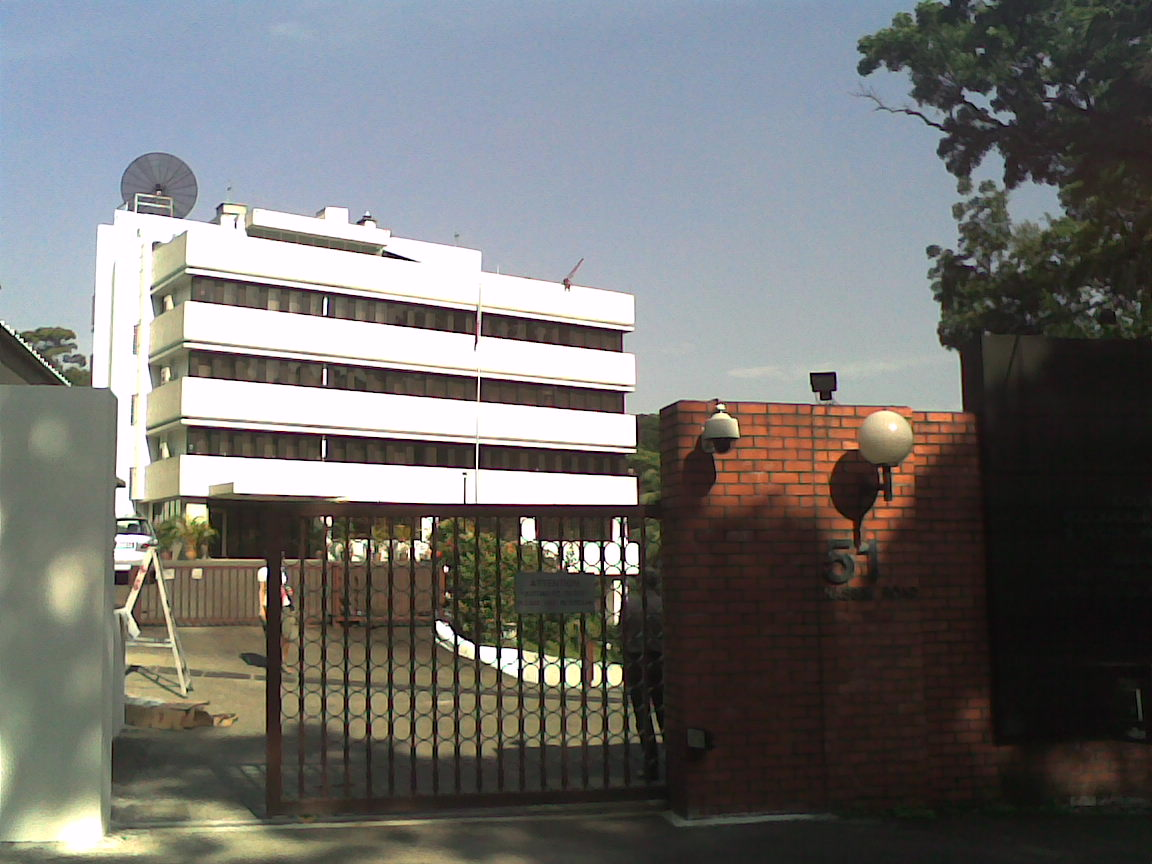
俄羅斯駐新加坡大使館

俄羅斯－新加坡關係（羅馬化：Rossiysko-singapurskie otnosheniya），簡稱俄星關係、星俄關係、俄新關係或新俄關係。包含雙方在歷史上的不同時期。俄國在新加坡設有大使館、新加坡在莫斯科亦有大使館。兩國均為亞太經濟合作組織成員國。雙方的關係被形容為「優良」，基于俄新兩國享有許多共同利益並在許多層面上密切合作。

## 歷史
新加坡政府早年奉行反共政策，与共产主义国家鲜少往来，尽管如此，新加坡仍然于1968年6月1日与共产主义阵营的苏联建立了外交关系。苏联解体后，俄罗斯联邦继承了与新加坡的双边关系。
2022年俄罗斯入侵乌克兰期间，新加坡外交部发言人表示，新加坡强烈谴责任何以任何借口无端入侵一个主权国家的行为，乌克兰的主权、独立和领土完整必须得到尊重。新加坡希望军事行动立即停止，并敦促俄羅斯根据《联合国宪章》和国际法和平解决争端，「有關各方應繼續尋求對話，包括外交手段，以根據國際法和平解決爭端，並避免採取可能進一步加劇該地區緊張局勢的行動。」 當地新聞媒體報導稱，新加坡可能會加入對俄羅斯的國際制裁，並且不太可能因對俄羅斯的出口限制而受到直接的經濟打擊。2022年2月28日，新加坡宣佈對俄羅斯實施制裁，對「可直接在烏克蘭用作武器以造成傷害或征服烏克蘭人」的物品實施出口管制，並採取行動「阻止某些俄羅斯銀行和與俄羅斯有關的金融交易」。此舉是東南亞國家的第一次，也背離了以往東南亞國協拒絕譴責入侵的慣例。同年3月7日，俄羅斯聯邦政府通過對其採取「不友善舉動」的國家與地區名單，新加坡也被列入。

## 外交官
现任（第7任）俄罗斯驻新加坡大使为尼古拉·库戴舍夫。

## 外部連結
- （俄文） Documents on the Russia–Singapore relationship at the Russian Ministry of Foreign Affairs （页面存档备份，存于）

### 外交代表機構
- （英文） （俄文） 俄羅斯駐新加坡大使館 （页面存档备份，存于）
- （英文） （俄文） 新加坡駐俄羅斯大使館 （页面存档备份，存于）